# Elliot Safo
Elliot Safo (né le 4 février 1994) est un athlète britannique, spécialiste du saut en longueur.

## Biographie
En battant son record personnel, il remporte le titre des Championnats d'Europe juniors 2013 à Rieti, après avoir terminé 6e des Championnats du monde juniors de Barcelone en 2012 en 7,51 m. Auparavant, son record était de 7,65 m à Bedford.

### Palmarès
| Date | Compétition                                  | Lieu      | Résultat | Performance |
| ---- | -------------------------------------------- | --------- | -------- | ----------- |
| 2011 | Festival olympique de la jeunesse européenne | Trabzon   | 1er      | 7,38 m      |
| 2012 | Championnats du monde juniors                | Barcelone | 6e       | 7,51 m      |
| 2013 | Championnats d'Europe juniors                | Rieti     | 1er      | 7,86 m      |

### Records
| Épreuve          | Performance | Lieu  | Date            |
| ---------------- | ----------- | ----- | --------------- |
| Saut en longueur | 7,86 m      | Rieti | 19 juillet 2013 |